# Bonte runderdaas
De bonte runderdaas (Tabanus rectus) is een vliegensoort uit de familie van de dazen (Tabanidae). De wetenschappelijke naam van de soort is voor het eerst geldig gepubliceerd in 1858 door Loew.